# 1900년 하계 올림픽 사격 남자 트랩
1900년 하계 올림픽 사격 남자 트랩은 프랑스 파리에서 개최된 1900년 하계 올림픽 사격의 세부 종목이다. 1900년 7월 15일부터 17일까지 파리에서 진행되었다. 3개국에서 31명의 선수가 참가하였다.

## 경기 결과
각 선수당 20개의 과녁을 사격한다. 한 과녁을 사격할 때마다 1점의 점수가 주어지며, 총점을 기준으로 순위가 정해진다. 동점자의 순위는 어떻게 나눠졌는지 알려져 있지 않다. 또한 15위 이하의 선수의 기록도 알려져 있지 않다.
| 순위 | 선수                     | 점수 |
| ---- | ------------------------ | ---- |
| 1    | 로제 드 바르바링 (FRA)   | 17   |
| 2    | 르네 구요트 (FRA)        | 17   |
| 3    | 쥬스티넹 드 클라리 (FRA) | 17   |
| 4    | 세사르 드 베텍즈 (FRA)   | 16   |
| 5    | 힐라레 (FRA)             | 15   |
| 6    | 에두아르 계네 (FRA)      | 13   |
| 7    | 쥘 샤르팡티에 (FRA)      | 12   |
| 7    | 샤를 드 자베르 (FRA)     | 12   |
| 7    | 조제프 라베 (FRA)        | 12   |
| 7    | 시드니 멀린 (GBR)        | 12   |
| 7    | 앙드레 드 숀 (FRA)       | 12   |
| 7    | 시옹 (FRA)               | 12   |
| 13   | 아메데 오브리 (FRA)      | 11   |
| 13   | 게오르게 플라기노 (ROU)  | 11   |
| 15   | 모리스 부크 (FRA)        | 불명 |
| 16   | 레옹 모뢰 (FRA)          | 불명 |
| 17   | 르브딩 (FRA)             | 불명 |
| 18   | 자크 니비에르 (FRA)      | 불명 |
| 19   | 가스통 르그랑 (FRA)      | 불명 |
| 20   | 아도르 (FRA)             | 불명 |
| 21   | 앙드레 메세 (FRA)        | 불명 |
| 22   | 로제 니비에르 (FRA)      | 불명 |
| 23   | 폴 드 몽솔롱 (FRA)       | 불명 |
| 24   | 드 생트자므 (FRA)        | 불명 |
| 25   | 수카레 (FRA)             | 불명 |
| 26   | 피에르 페리에 (FRA)      | 불명 |
| 27   | G. 브로슬링 (FRA)        | 불명 |
| 28   | A. 다니스 (FRA)          | 불명 |
| 29   | N. 구요트 (FRA)          | 불명 |
| 30   | 풀생뇨 (FRA)             | 불명 |
| 31   | 앙주 (FRA)               | 불명 |

## 메달리스트
| 종목      | 금                        | 은                   | 동                          |
| --------- | ------------------------- | -------------------- | --------------------------- |
| 남자 트랩 | 로제 드 바르바링 · 프랑스 | 르네 구요트 · 프랑스 | 쥬스티넹 드 클라리 · 프랑스 |

## 참고 문헌
- 국제 올림픽 위원회 - 1900년 하계 올림픽 사격 경기 결과 (영어)
- Mallon, Bill (1998). 《The 1900 Olympic Games, Results for All Competitors in All Events, with Commentary》. Jefferson, North Carolina: McFarland & Company, Inc., Publishers. ISBN 0-7864-0378-0.